# Helwan HA-300
Helwan HA-300 (arabsko حلوان ٣٠٠) je bil enomotorni deltakrilni nadzvočni lovec, ki so ga razvijali v Egiptu v 1960-ih. Zasnoval ga je nemški inženir Willy Messerschmitt. V različnih fazah projekta sta sodelovali tudi Španija in Indija. Zgradili so tri prototipe, prvi let je bil 7. marca 1964, vendar letalo ni vstopilo v serijsko proizvodnjo. Leta 1969 so projekt preklicali. 

## Specifikacije (HA-300 z motorjem Orpheus 703)
Podatki iz Deutsches Museum Flugwerft Schleissheim, airwar.ru, theaircache.com, aviationsmilitaires.net
Splošne karakteristike
- Posadka: 1 pilot
- Dolžina: 40 ft 7 in (12,40 m)
- Razpon kril: 19 ft 16 in (5,84 m)
- Višina: 10 ft 33 in (3,15 m)
- Površina kril: 179,75 sq ft (16,70 m2)
- Teža praznega letala: 4630 lb (2100 kg)
- Naložena teža: 12000 lb (5443 kg)
- Pogon letala: 1 × Bristol Orpheus 703 ali Brandner E-300 turboreaktivni motor
  - Potisk motorjev (suh): 6275 lbf (28 kN)
  - Potisk motorjev z dodatnim zgorevanjem: 10582 lbf (47 kN)

 Zmogljivost 
- Maks. hitrost: Mach 1,7 (2,100 km/h) z motorjem Brandner E-300
- Doseg: 870 milj (1400 km)
- Višina leta: 59100 ft (18000 m)
- Hitrost vzpenjanja: 666 ft/s (203 m/s)
- Obremenitev kril: 25,755 lb/ft² (125,749 kg/m²)
- Razmerje potisk/teža: 0,88Oborožitev

- Strelno orožje: 2 × 30mm Hispano ali 4 × 23mm Nudelman-Rihter NR-23 topovi
- Izstrelki: 4 × IR rakete zrak-zrak